# WorldWideWeb
WorldWideWeb – pierwsza przeglądarka WWW, autorstwa Tima Bernersa-Lee,  działająca w trybie graficznym. Stworzona na komputerze NeXT z systemem operacyjnym NeXTStep. W późniejszym okresie nazwę „WorldWideWeb” zmieniono na Nexus, dla odróżnienia od World Wide Web.